# 島薗安雄
島薗 安雄（しまぞの やすお、1920年7月30日 - 1997年4月9日）は、日本の医学者・精神科医。専門は精神病理学・精神生理学。元金沢大学医学部教授。東京医科歯科大学名誉教授。学位は、医学博士（東京大学・1950年）。京都府京都市生まれ。
父は東京大学医学部教授などを務めた島薗順次郎、息子は東京大学大学院人文社会系研究科教授の島薗進。

## 来歴
1920年京都府京都市生まれ。1943年東京帝国大学医学部医学科卒業。1950年東京大学より医学博士の学位を取得。1954年フンボルト留学生として西ドイツ留学。1956年東京大学医学部助教授。1959年金沢大学医学部教授。1967年東京医科歯科大学医学部教授。1980年東京医科歯科大学保健管理センター所長。1981年東京都精神医学総合研究所理事。1982年東京医科歯科大学名誉教授、国立武蔵療養所所長。1986年国立精神・神経センター初代総長。

## 学会
- 1965年日本精神神経学会理事
- 1970年日本精神衛生会理事
- 1971年日本脳波・筋電図学会理事
- 1981年日本てんかん学会理事長

## 著書
- 『脳の働きと心の関係を求めて―島薗安雄教授論文選集』島薗安雄教授送別記念会、1983年3月。
- 島薗安雄（編）、藤縄昭（編）『今日の分裂病治療』金剛出版、1990年10月。ISBN 9784772403467。

## 関連人物
- 西丸四方
- 島崎敏樹
- 村上仁
- 宮本忠雄
- 永田俊彦
- 市橋秀夫